# Réserve naturelle de Kostomoukcha
La réserve naturelle de Kostomoukcha (en russe : Костомукшский заповедник ; également Kostomoukchski) est un réserve écologique stricte russe protégeant des forêts, des lacs, des rivières et des zones humides, à la frontière de la Russie et de la Finlande.

## Présentation
La réserve naturelle a été créée en 1983, avec d'autres zones protégées, en partie pour atténuer l'impact de la mine Karelskiy Okatysh à l'extérieur de la ville de Kostomoukcha, l'une des plus grandes réserves de minerai de fer de Russie, et également pour protéger la forêt contre l'augmentation de l'exploitation commerciale dans la zone. Un autre objectif scientifique est la protection des rennes des forêts et d'un type de saumon. La réserve fait partie d'un complexe de réserves transfrontalières avec des réserves en Finlande à l'ouest (collectivement appelées « amitié »), et est située dans le raïon de Kalevala et le raïon de Mujejärvi de la république de Carélie, à environ 500 km au nord de Saint-Pétersbourg et 500 km à l'ouest d'Arkhangelsk. La réserve a été créée en 1983 et couvre une superficie de 475 km2,.

## Topographie
Le terrain est constitué de collines plates ou basses de forêts et de zones humides. La zone est située dans le bouclier baltique, sur les pentes orientales des collines de la Carélie occidentale. Une caractéristique dominante de la réserve est le lac Kamennoye, qui couvre 20 % de la réserve. Le lac est de forme à peu près allongée, 24 km de long sur 12 km de large et en moyenne environ 8 mètres de profondeur ; il contient 98 lacs et un littoral irrégulier. L'eau du lac s'écoule à travers la rivière Kamennaya, vers la rivière Kem et jusqu'à la mer Blanche. Il y a aussi 250 autres lacs et 12 % de la réserve est constituée de marais,.

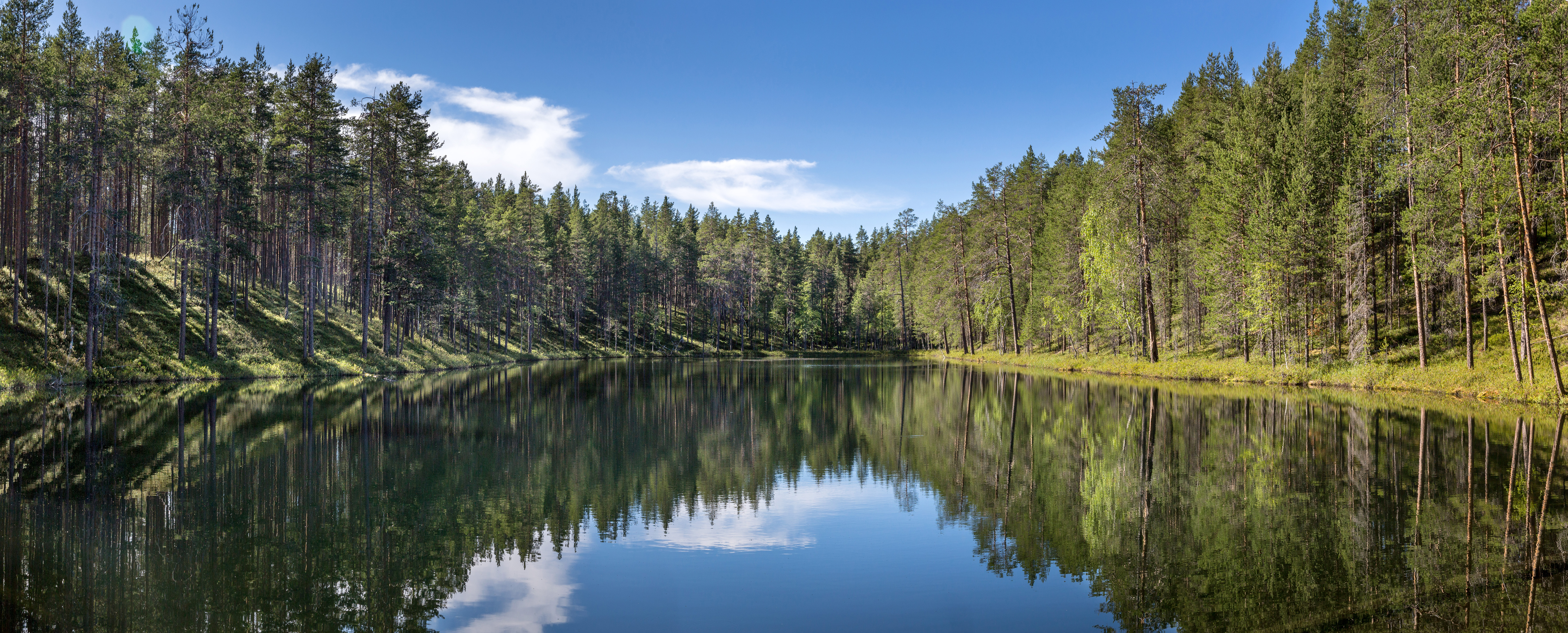
Réserve naturelle de Kostomuksha, 2014.

## Faune et flore
La géologie et le relief de la réserve sont à l'origine de tourbières hautes avec des complexes de crêtes et de zones humides creuses et des communautés florales associées. Les forêts sont principalement de pins, avec quelques épinettes, bouleaux et trembles. Sous la couverture clairsemée de pins se trouvent la mousse, la canneberge et la myrtille. Les plantes herbacées ne sont pas courantes. Les animaux de la réserve sont ceux typiques de la forêt boréale nordique : ours, loup, wapiti, lynx, carcajou, lapin, écureuil, martre, hermine, belette. Les castors ont été introduits du Canada et sont une espèce protégée dans la réserve.
En raison de l'eau propre dans les rivières et les lacs, la réserve abrite une communauté d'oiseaux diversifiée - plus de 130 espèces ont été signalées, avec plus de 100 nicheurs. Parmi les oiseaux nicheurs, 3 espèces font partie de l'avifaune arctique, 34 sont du nord de la Sibérie, 19 sont typiques des forêts de feuillus européennes et les autres sont répandues. Les poissons des rivières comprennent le brochet, le corégone, la perche, le gardon, l'ombre et le saumon de lac.

## Écotourisme
En tant que réserve naturelle stricte, la réserve de Kostamucksha est principalement fermée au grand public, bien que les scientifiques et ceux qui ont des objectifs « d'éducation environnementale » peuvent prendre des dispositions avec la direction du parc pour des visites. Il y a cependant six itinéraires « écotouristes » dans la réserve qui sont ouverts au public, mais nécessitent l'obtention préalable de permis. Trois des itinéraires sont des sentiers de randonnée et trois sont des voies navigables. Le bureau principal se trouve dans la ville de Kostomuksha.